# Rotello
Rotello é uma comuna italiana da região do Molise, província de Campobasso, com cerca de 1.308 habitantes. Estende-se por uma área de 69 km², tendo uma densidade populacional de 19 hab/km². Faz fronteira com Montelongo, Montorio nei Frentani, San Martino in Pensilis, Santa Croce di Magliano, Serracapriola (FG), Torremaggiore (FG), Ururi.

## Demografia
| Variação demográfica do município entre 1861 e 2011                               |
|                                                                                   |
| Fonte: Istituto Nazionale di Statistica (ISTAT) - Elaboração gráfica da Wikipedia |